# Noginsky (huyện)
Huyện Noginsky (tiếng Nga: ? райо́н) là một huyện hành chính tự quản (raion), của Tỉnh Moskva, Nga. Huyện có diện tích 955 kilômét vuông, dân số thời điểm ngày 1 tháng 1 năm 2000 là 113400 người. Trung tâm của huyện đóng ở Noginsk.